# جامعة كاليفورنيا الوطنية
الجامعة الوطنية في كاليفورنيا (بالإنجليزية: National University California)‏ هي جامعة خاصة مقرها في لا جولا، كاليفورنيا. تأسست الجامعة الوطنية عام 1971م، وتقدم برامج أكاديمية في جميع أنحاء ولاية كاليفورنيا، ولديها حرم جامعي في ولاية نيفادا، كما تقدم بعض البرامج عبر الإنترنت.
صممت البرامج في الجامعة الوطنية للمتعلمين البالغين. تستمر الفصول الدراسية داخل الحرم الجامعي عادةً لأربعة أسابيع، وقد تعقد في ليالي الأسبوع مع يوم السبت أحيانا. كما قد تتضمن الفصول عبر الإنترنت البث الحي والوسائط المتعددة التفاعلية وقاعات الدراسة عبر الإنترنت في كلاسات افتراضية. 

## أكاديميات
تشمل البرامج الأكاديمية بالجامعة الوطنية في كاليفورنيادرجات الزمالة ودرجات البكالوريوس ودرجات الماجستير وبرامج اعتماد التعليم وبرامج التعليم المستمر.

### الاعتماد والموافقات
الجامعة الوطنية معتمدة من قبل الرابطة الغربية للمدارس والكليات.  بالإضافة إلى ذلك هي أيضا:
- معتمدة من قبل الجمعية الدولية لتعليم إدارة الأعمال الجماعية [6]
- معتمدة من قبل المجلس الوطني لاعتماد تعليم المعلمين، [7] لجنة كاليفورنيا لأوراق اعتماد المعلمين، [8] ومجلس التعليم لولاية نيفادا [9]
- معتمدة من قبل مجلس التمريض المسجّل في كاليفورنيا الذي وافقت عليه لجنة تعليم التمريض الجماعي لتقديم بكالوريوس العلوم في برنامج التمريض
- معتمدة من قبل مجلس الاعتماد للهندسة والتكنولوجيا
- معتمدة من قبل مجلس التعليم في الصحة العامة

الجامعة الوطنية بها أربع مدارس مهنية وكليتان:
- كلية الآداب والعلوم
- كلية سانفورد للتعليم
- كلية الإدارة والأعمال
- كلية الهندسة والحاسوب
- كلية الصحة والخدمات الإنسانية
- كلية الدراسات المهنية

يوجد بالجامعة قسم للتعليم الموسع، والذي يضم برامج التعليم المستمر والتطوير المهني. تقدم الجامعة 23 برنامج اعتماد/شهادة معلم.  المشاركة في التعليم عبر الإنترنت منذ عام 1996م تقدم الجامعة الوطنية أكثر من 100 برنامج للدراسات العليا والدراسات الجامعية وأكثر من 1500 دورة عبر الإنترنت. 

### كلية الآداب والعلوم
تقدم كلية الآداب والعلوم في الجامعة الوطنية دورات التعليم العام للطلاب الجامعيين المسجلين في جميع مدارس الكلية الوطنية، وتقدم الكلية نفسها برامج الفنون الحرة من درجات البكالوريوس في العلوم البيولوجية والتاريخ وعلم النفس إلى درجة الماجستير في الكتابة الإبداعية، اللغة الإنجليزية، ودراسات الأفلام، وعلم الشيخوخة، والاتصالات الاستراتيجية.
كلية الآداب والعلوم لديها أربعة أقسام، وتقدم الزمالة للفنون درجة ودرجة البكالوريوس في عدد من التخصصات ودرجة الماجستير في التعليم، وكذلك برنامجا ثانويا بدرجة البكالوريوس.

### كلية الإدارة والأعمال
تقدم كلية الإدارة والأعمال برامج متعددة للحصول على درجات علمية في الرحم الجامعي وعلى شبكة الإنترنت في بيئة تعليمية تفاعلية. تتكون الكلية من ثلاثة أقسام، وتقدم العديد من شهادات البكالوريوس والماجستير. من الأمثلة على البرامج التي تقدمها: البكالوريوس في إدارة الأعمال، ماجستير إدارة الأعمال (MBA)، ماجستير المحاسبة، ماجستير العلوم في القيادة التنظيمية. 

### كلية سانفورد التربوية
تقدم كلية سانفورد التربوية بالجامعة الوطنية شهادات البكالوريوس وشهادات الماجستير في مجالات تشمل التدريس والإرشاد المدرسي وعلم النفس المدرسي والتعليم الخاص وتعليم الطفولة المبكرة وإدارة المدرسة. ولديها عقود تدريس مع 643 مقاطعة من مدارس كاليفورنيا  وحصل حوالي 70٪ من المعلمين البالغ عددهم 26000 في مقاطعة سان دييقو على أوراق اعتمادهم في الجامعة الوطنية.  تقدم البرامج في الحرم الجامعي وعبر الإنترنت.  
في حرم هندرسون بولاية نيفادا، تقدم كلية سانفورد للتعليم برامج للحصول على شهادة البكالوريوس في الآداب وماجستير في تعليم المعلمين في التعليم الابتدائي والرياضيات الثانوية واللغة الإنجليزية الثانوية.  
في عام 2015م أعادت الجامعة الوطنية تسمية كلية التربية إلى كلية التربية في سانفورد تكريما للعالم تي ديني سانفورد. 

### كلية الهندسة والحاسوب
تقدم كلية الهندسة والحوسبة برامج للحصول على درجات علمية في الهندسة والتكنولوجيا وعلوم الكمبيوتر والمجالات ذات الصلة. يمكن للطلاب التركيز على نظم المعلومات الإدارية وهندسة البناء والهندسة الكهربائية وإدارة تكنولوجيا المعلومات.

### كلية الصحة والخدمات الإنسانية
تشمل البرامج الأكاديمية للطلاب الجامعيين في مجال الرعاية الصحية والدراسات العليا التي تقدم للطلاب وظائف في مجال العلوم الصحية السريرية، وبرامج إدارة الرعاية الصحية، ودرجات التمريض، والصحة العامة، والصحة المرتبطة بها، وعلوم المختبرات السريرية، والعلاج الإشعاعي، والشؤون التنظيمية السريرية، وغيرها.

### كلية الدراسات المهنية
تقدم كلية الدراسات المهنية العديد من برامج الدرجات الأكاديمية للخريجين والطلاب الجامعيين مثل الوسائط الرقمية والقانون والعدالة الجنائية.

## روابط خارجية
- الموقع الرسمي